# Zhang Li Yin
Zhang Li Yin (en chino tradicional, 張力尹; en chino simplificado, 张力尹; pinyin, Zhāng Lìyǐn, en hangul, 장리인; Chengdu, Provincia de Sichuan, 28 de febrero de 1989), también conocida por su nombre coreano Jang Ri In, es la primera (y hasta el momento única) solista china en irrumpir en la industria de la música coreana. Ha lanzado sencillos tanto en China como en Corea del Sur, cantando en ambos idiomas. Zhang se convirtió en la primera mujer china en debutar en Corea del Sur con el lanzamiento de su sencillo "Timeless" en 2006, que luego alcanzó el número uno en las listas musicales. También es la primera artista extranjera en ganar el premio a Mejor Artista Revelación en los MAMA Awards.

## Biografía
Zhang Li Yin nació en Chengdu, Sichuan (China). Hija de padres violinistas, fue inculcada desde los tres años de edad en el arte de este instrumento. A lo largo de su niñez, sus padres la llevaban a sus conciertos de rock y la expusieron a una gran variedad de música. Li Yin estaba muy acostumbrada a la música clásica, y el pop tanto Americano como Europeo; tanto así que ella reclama que nunca interpretó canciones infantiles cuando era una niña. También descubrió la habilidad de aprender una canción luego de escucharla solo por una vez. Cuando tenía 9 años, mostró su habilidad musical interpretando la canción de Celine Dion "My Heart Will Go On".

A medida que iba haciéndose mayor, llegó a ser más atraída por la música pop que la rock. debía escuchar secretamente música pop porque sus padres estaban en contra de su decisión. Cuando tenía 12 años, fue aceptada en una escuela afiliada al Conservatorio de Música de Sichuan, luego de obtener la mayor calificación gracias a sus habilidades con el violín, mas ella, en vez de eso, optó por convertirse en una cantante. Claro está que sus padres apoyaron su sueño de ser cantante, lo que le hizo estar más segura de alcanzar sus metas. Sintió que el inicio de su carrera se hacía cada vez más concreto, especialmente cuando fue seleccionada como la mejor entre 10 cantantes en una competición de canto nacional en Shanghái.

## Carrera

### Predebut
Zhang fue descubierta por la compañía de entretenimiento coreana DR Music en 2002 mientras asistía a un concierto de Baby VOX en China, y firmó un contrato de ocho años con la compañía hasta mayo de 2011. Al año siguiente, se mudó a Corea del Sur y comenzó entrenamiento a la edad de catorce años. En agosto de 2003, la madre de Zhang solicitó a DR Music que rescindiera el contrato de Zhang para que pudiera concentrarse en sus estudios, pero ese mismo mes, Zhang firmó un contrato con SM Entertainment. El 18 de junio de 2007, DR Music presentó una demanda contra Zhang y SM Entertainment para obtener 200 millones de wones coreanos como compensación por su contrato exclusivo con ellos.

### 2006-2007: Debut conTimeless
LiYin fue descubierta luego de que sus compañeros de Beijing informaran al cabecilla de SM Entertainment de un joven talento; así ella comenzó su entrenamiento el 2003 a los 13 años. Los cantantes reciben tres años en la especialidad de canto y baile en la academia SM Entertainment. Bajo la mirada atenta del productor, Lee Soo Man, Zhang LiYin descubrió su voz R&B.
- Datos: Q483901
- Multimedia: Zhang Liyin / Q483901